# Lukov nad Dyjí

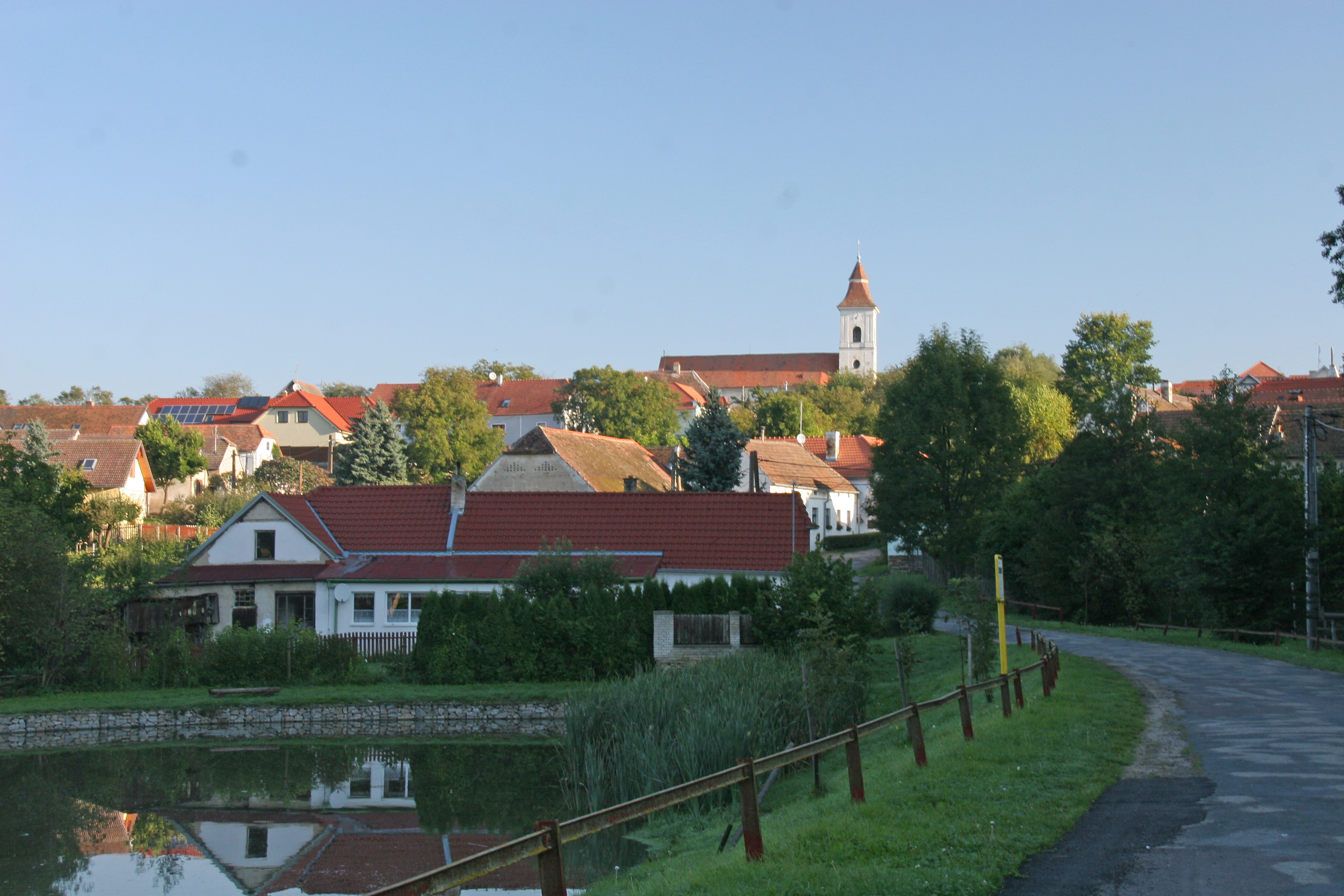
Blick von Nová Ves auf Lukov

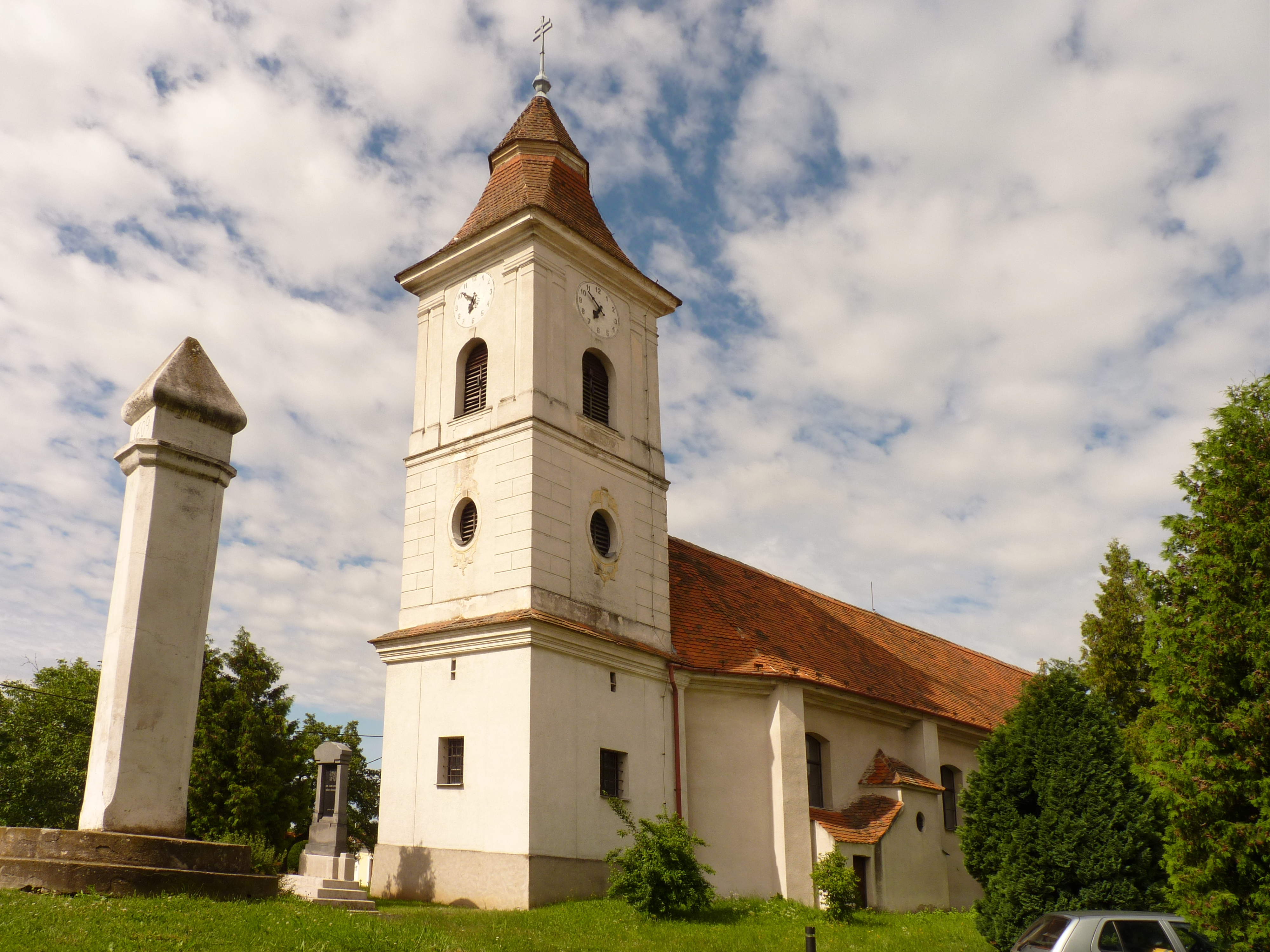
Kirche des hl. Ägidius und Pranger

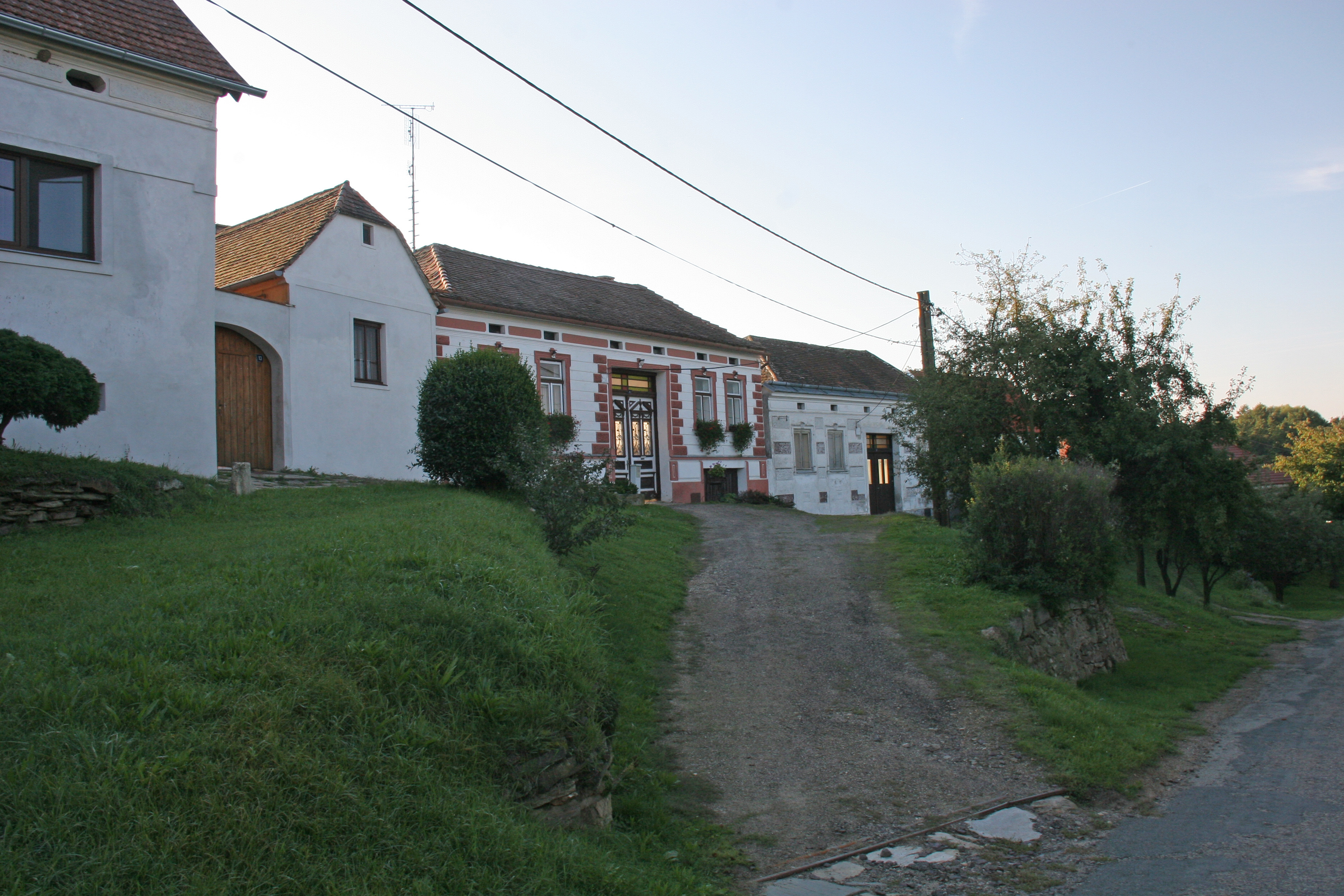
Häuser am Anger

Lukov (deutsch Luggau) ist eine Minderstadt  im Okres Znojmo, Jihomoravský kraj in der Tschechischen Republik. Sie liegt zehn Kilometer westlich von Znojmo.

## Geographie
Lukov befindet sich am Rande des Nationalparkes Podyjí in der Vranovská pahorkatina (Frainer Hügelland). Das Längsangerdorf liegt rechtsseitig über dem Quellgrund des Baches Lukovský potok an einer Anhöhe. Südöstlich erheben sich der Kozí vrch (430 m n.m.), die Horka (431 m n.m.) und der Čerchov (438 m n.m.), im Südwesten der Umlaufberg (378 m ü. A.) und der Gališ (Brendenberg, 404 m n.m.), westlich die Lukovská horka (Horka, 421 m n.m.) sowie im Nordwesten der Čížovský kopec (Jaser, 438 m n.m.). Nördlich von Lukov entspringt der Gránický potok (Granitzbach). Zwei bis zweieinhalb Kilometer westlich und südlich des Städtchens verläuft das mäanderreiche Kerbtal der Thaya, die auf diesem Abschnitt die Grenze zu Österreich bildet.
Nachbarorte sind Horní Břečkov im Norden, Milíčovice, Citonice und Bezkov im Nordosten, Mašovice im Osten, Podmolí im Südosten, Nová Ves im Süden, Hardegg und Felling im Westen sowie Čížov im Nordwesten.

## Geschichte
Es wird angenommen, dass es sich bei Lukov um das 1190 in der Gründungsurkunde des Klosters Bruck genannte Dorf Prilucea handelt. Die erste gesicherte urkundliche Erwähnung des Ortes und der Pfarre Lucaw erfolgte im Jahre 1284. Am 2. Juni 1358 kam der Ort unter die Herrschaft des Markgrafen Johann Heinrich, der auch die Burg Neuhäusel erbauen ließ.
Zwischen 1549 und 1558 erhielt der Ort vom Ortsherren Wolf Kraiger von Kraigk das Marktrecht. Doch verkaufte dieser den Ort im Jahre 1558 an Peter Certorejsky von Certorej. Während der Reformation wurde der Ort lutherisch und im Jahre 1574 durch Esther von Dietrichstein ein evangelischer Pastor eingesetzt. Um das Jahr 1600 wurde eine Brauerei am herrschaftlichen Gutshof gebaut. Nach dem Sieg der kaiserlichen Truppen in der Schlacht am Weißen Berg und der einsetzenden Gegenreformation während des Dreißigjährigen Krieges, wurde die Gemeinde wieder katholisch. Aufgrund der Enteignung aller aufständischen Adligen erhält der Graf Althann im Jahre 1618 die Herrschaft über den Ort. Ab dem Jahre 1688 gehörte Luggau zur Herrschaft Frain.
Die Schreibweise Luggau ist seit dem Jahre 1751 gebräuchlich. Die Matriken des Ortes werden seit dem Jahre 1705 geführt. Im Jahre 1798 wurde der herrschaftliche Gutshof von Josef Hillgartner aufgelöst, woraus sich die Ansiedlung Neudorf entwickelte, die immer ein Ortsteil von Luggau war. Im Jahre 1803 verkündet der Pfarrer der Gemeinde, dass der Kaiser ihm das Gut Luggau geschenkt habe und sie daher keine Abgaben mehr zu leisten hätten. Kurze Zeit später kommen kaiserliche Soldaten in den Ort und verhaften den Pfarrer, den Lehrer und einige Bauern. Während der Revolutionskriege wird Luggau in den Jahren 1805 und 1809 von französischen Truppen besetzt und geplündert. Eine Freiwillige Feuerwehr wird im Jahre 1908 gegründet.
Nach dem Ersten Weltkrieg und dem Friedensvertrag von Saint Germain 1919 wurde der Ort, dessen Bewohner im Jahre 1910 zu 99 % Deutschmährer waren, Bestandteil der neuen Tschechoslowakischen Republik. Durch Siedler und neu besetzte Beamtenposten kam es zu einem vermehrten Zuzug von Personen tschechischer Nationalität. Nach dem Münchner Abkommen, 1938, kam der Ort an das Deutsche Reich und wurde ein Teil des Landkreises Znaim. Von 1939 bis 1945 war der Ort Baumöhl nach Luggau eingemeindet.
Nach dem Ende des Zweiten Weltkrieges, der 25 Opfer unter den Luggauern forderte, kam die Gemeinde wieder zur Tschechoslowakei zurück. Durch selbsternannte Revolutionsgardisten begannen bald die wilden Vertreibungen der deutschen Ortsbewohner über die Grenze nach Österreich. Am 22. Juni 1945 kam es im Ort zu zwei Ziviltoten unter den deutschen Ortsbewohnern. Bis auf fünf Personen wurden die letzten 28 Deutschmährer zwischen dem 11. August und dem 18. September 1946 über Znaim vertrieben. Die in Österreich befindlichen Luggauer wurden, mit Ausnahme von 22 Familien, in Übereinstimmung mit den ursprünglichen Überführungs-Zielen der Potsdamer Protokoll, nach Deutschland weiter transferiert. Zum Gedenken an die Vertreibung der deutschen Ortsbewohner wurde gemeinsam mit anderen Ortsgemeinschaften in Hardegg ein Gedenkstein errichtet.
Seit dem 24. September 2008 besitzt Lukov wieder den Status eines Městys.

## Wappen und Siegel
Das Siegel des Ortes aus dem Jahre 1558 zeigt innerhalb einer Umschrift einen Kreis. Darin ist ein dreitürmiger Torbau abgebildet. Der mittlere Turm ist hoch, mit einem Spitzdach und einem geschlossenen Tor, während die beiden anderen Türme auf dessen Seiten niedrig und mit Zinnen versehen sind. Jeder der Türme hat drei Fenster.
Ab dem 19. Jahrhundert führte Luggau ein Siegel, worauf zwei waagrecht liegende Herzen, die je mit einer Lilie besteckt sind, abgebildet sind.

## Bevölkerungsentwicklung
| Volkszählung | Einwohner gesamt | Volkszugehörigkeit der Einwohner | Volkszugehörigkeit der Einwohner | Volkszugehörigkeit der Einwohner |
| Jahr         | Einwohner gesamt | Deutsche                         | Tschechen                        | Andere                           |
| ------------ | ---------------- | -------------------------------- | -------------------------------- | -------------------------------- |
| 1880         | 443              | 431                              | 2                                | 0                                |
| 1890         | 493              | 493                              | 0                                | 0                                |
| 1900         | 472              | 462                              | 10                               | 0                                |
| 1910         | 433              | 429                              | 3                                | 1                                |
| 1921         | 479              | 398                              | 67                               | 14                               |
| 1930         | 445              | 402                              | 32                               | 11                               |

## Gemeindegliederung
Für die Gemeinde Lukov sind keine Ortsteile ausgewiesen. Zu Lukov gehören die Ansiedlung Nová Ves (Neudorf) sowie die Wüstungen Faltýskův Mlýn (Teufelsmühle, auch Umlaufsmühle) und Novohrádecký Mlýn (Neuhäuselmühle).

## Sehenswürdigkeiten
- Bereits ab dem 9. Jahrhundert dürfte auf dem Platz der heutigen Ruine Nový Hrádek (Neuhäusel) eine Schutzburg des Templerordens gestanden haben. Die spätere Burg wurde im Jahre 1358 von Markgraf Johann Heinrich erbaut. Während des Dreißigjährigen Krieges wurde die Burg im Jahre 1645 von schwedischen Truppen unter den Feldherrn Lennart Torstensson schwer beschädigt. Nach dem Krieg wurde die Burg dem Verfall überlassen. In der Zwischenkriegszeit wurde im Burghof ein Gastgarten eingerichtet.
- Pfarrkirche zum hl. Aegidius (16. Jahrhundert), Umbau 1749, Restaurierung 1829 und 1931. Hochaltar von Joseph Winterhalder aus dem 18. Jahrhundert.
- Statue des Hl. Florian (1830)
- Pranger (1609)
- Kriegerdenkmal[10]

## Söhne und Töchter des Ortes
- Adalbert Dungel (1842–1923), Abt von Göttweig, Professor der Moraltheologie.

## Brauchtum
Am Mittwoch vor Ostern wird der Teich abgelassen, die Fische werden mit Netzen herausgezogen und in Fässer gefüllt.

## Sagen aus dem Ort
- Eines Tages ging spät nachts ein Bauer aus Baumöhl über Luggau nach Hause. Als er den Schustersteig entlang ging, kam er an der „Krautgartenwiesn“ vorbei. Plötzlich tauchten um ihn herum kleine blaue Flämmchen auf. Betend lief der Bauer durch die Wiesen Richtung Baumöhl. Auf dem Weg tauchten immer wieder neben und hinter ihm die kleinen Flämmchen auf, bis er sicher zu Hause ankam.[11]
- Aus dem Schacht des tiefen Burgbrunnens der Burg Neuhäusel soll ein unterirdischer Gang zur Propstei Pöltenberg und von dort weiter zur Burg Znaim führen.[12]